# Unidentiidae
Unidentiidae zijn een familie van weekdieren uit de klasse van de Gastropoda (slakken).

## Geslachten
- Pacifia Korshunova, Martynov, Bakken, Evertsen, Fletcher, Mudianta, Saito, Lundin, Schrödl & Picton, 2017
- Unidentia Millen & Hermosillo, 2012